# 2000년 하계 올림픽 체조
제27회 하계 올림픽 체조 경기는 2000년 오스트레일리아 시드니에서 진행되었다. 세 부문으로 나뉘어 진행된 경기는 기계 체조가 9월 16-25일, 리듬 체조가 9월 28-10월 1일 트렘펄린이 9월 20-21일에 걸쳐 열렸다.